# N.F. Smith & Associates
NF Smith & Associates ，简称 Smith 或 Smith & Associates，是一家电子元件和半导体的独立分销商，总部位于德克萨斯州休斯顿。

## 历史
1984 年，Robert 和 Leland Ackerley 兄弟创立了 Smith  ，该公司是知名的电子元件分销企业，在全球所有半导体和电子元件行业分销商中排名第七。
1990 年代，Smith的业务规模出现了迅速增长。 1992年，Smith的年销售额为3000万美元；到 1998 年，公司将业务扩展到新的地区、行业和服务产品，销售额超过 4.7 亿美元。 1997 年，公司迁入位于休斯顿的 60,000 平方英尺的新总部，并于同年在香港开设了首个大型海外办公室。 Smith 于 1999 年在阿姆斯特丹开设办事处，从而建立了欧洲业务。
2000 年，Smith在休斯顿建设的 15,000 平方英尺仓库落成，以扩大公司处理OEM和CEM寄售和过剩库存的能力。Smith于 2000 年在首尔、硅谷和瓜达拉哈拉开设了办事处，随后于 2003 年在纽约和 2004 年在上海开设了办事处。到 2004 年，全球销售额超过 5 亿美元。 2017年全球销售额首次超过10亿美元。

## 主营产品
Smith 采购和分销有源、无源和机电IC 组件，以及计算机产品和外围设备，例如HDD 、处理器、内存模块、视频卡——包括已经停产和生产中的部件。它服务于许多行业的客户，包括消费电子、企业电子、服务器硬件、汽车、电信、医疗、石油和天然气、能源以及航空和国防。

## 服务
Smith提供的服务包括库存管理方案，例如VMI或EOL模型、第三方采购、过剩库存管理、IT 资产处置 (ITAD) 和安全数据擦除、HDD 和 SSD 服务、返工、组件回收、逆向物流和配套。
1. ↑  .   [2022-06-13]. （原始内容存档于2021-08-05）.
2. ↑  .   [2022-06-13]. （原始内容存档于2022-06-01）.